# Balote

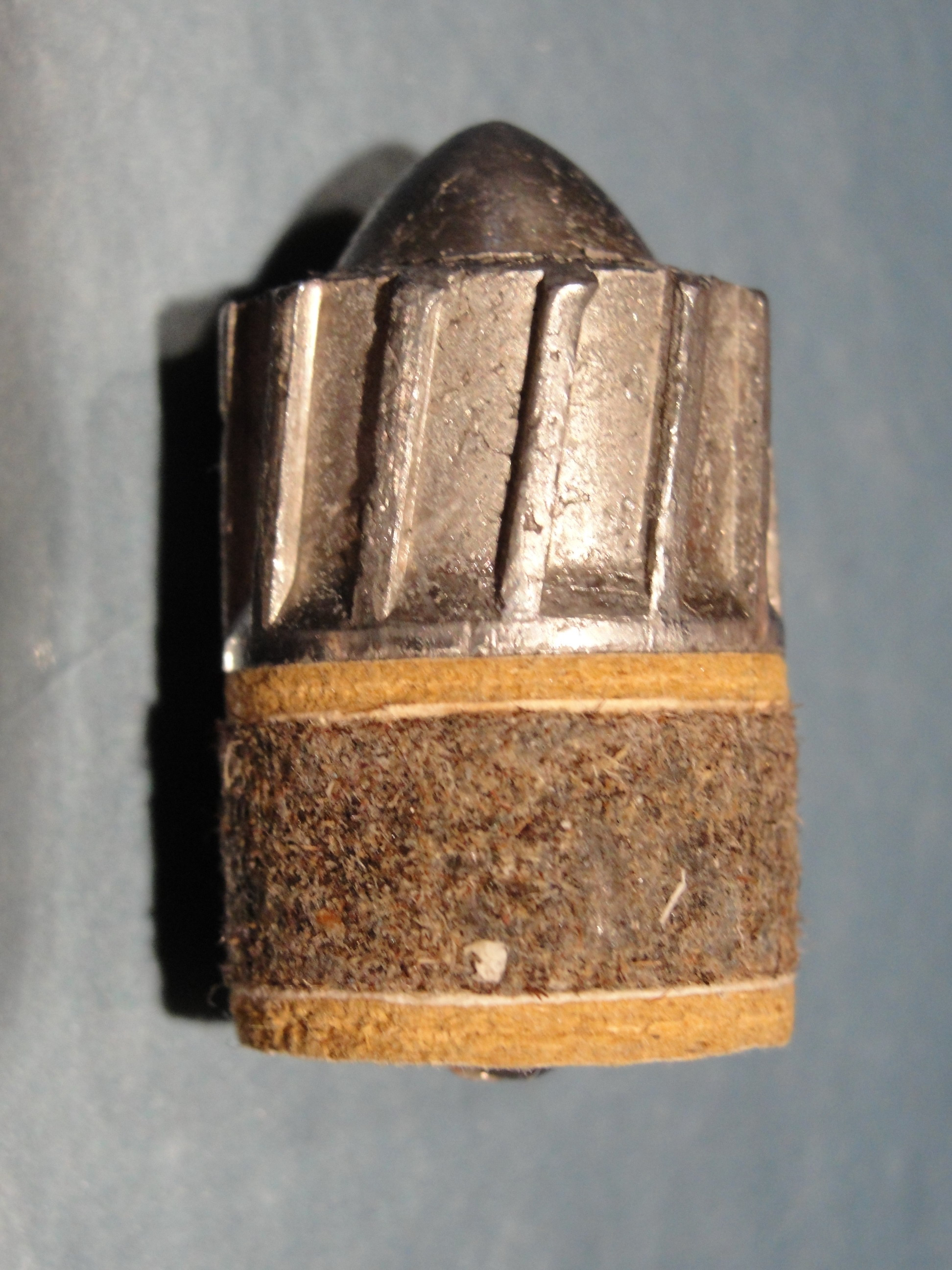
Um balote dos mais comuns do tipo "Brenneke".

Balote (português brasileiro) ou bala de caça (português europeu) são as designações populares na língua portuguesa para um tipo de projétil pesado feito de chumbo, cobre ou outro material e disparado de uma escopeta. Os balotes são projetadas para caça de animais de grande porte, autodefesa e outros usos. O primeiro balote "moderno" para escopetas foi introduzido por Wilhelm Brenneke em 1898, e seu design permanece em uso hoje. A maioria dos balotes são projetados para ser disparada através de um cano de alma lisa que pode ou não ter um "estrangulamento" usando um "choke" na extremidade do cano, ou ainda canos estriados. Os balotes diferem dos projéteis de chumbo esféricos, pois são estabilizados de alguma maneira.

## Uso
Os policiais são frequentemente equipados com escopetas. Em contraste com os balins tradicionais, os balotes oferecem benefícios de precisão, alcance e aumento do potencial de ferimentos em distâncias maiores, evitando bolinhas de chumbo perdidas atingindo alvos não pretendidos. Além disso, uma escopeta permite selecionar um balote desejado para atender às necessidades em uma variedade de situações. Os exemplos incluem um cartucho menos letal na forma de um saco de feijão redondo ou outros balotes menos letais. Uma munição tradicional ofereceria maior alcance e espalhamento do que o balote, mas sem as opções de munição e versatilidade.